# Osteocephalus fuscifacies
Espèce
Statut de conservation UICN

 LC  : Préoccupation mineure
Osteocephalus fuscifacies est une espèce d'amphibiens de la famille des Hylidae.

## Répartition
Cette espèce est endémique d'Équateur. Elle se rencontre entre 250 et 600 m d'altitude dans le bassin du río Napo dans les provinces de Napo, d'Orellana et de Sucumbíos,.

## Publication originale
- Jungfer, Ron, Seipp & Almendáriz, 2000 : Two new species of hylid frogs, genus Osteocephalus, from Amazonian Ecuador. Amphibia-Reptilia, vol. 21, no 3, p. 327-340 (texte intégral).